# Myszorówka biało-ruda
Myszorówka biało-ruda (Mastomys erythroleucus) – gatunek gryzonia z rodziny myszowatych, występujący w północnej Afryce Subsaharyjskiej.

## Klasyfikacja
Gatunek został opisany naukowo w 1853 roku przez C.J. Temmincka. Od innych myszorówek występujących w tym samym środowisku odróżnia się umaszczeniem: rudobrązowym wierzchem ciała z białawym brzuchem, oraz kariotypem (38 par chromosomów, FNa = 50-56). Analizy filogenetyczne wskazują na jego odrębność, na podstawie analiz mtDNA wnioskuje się, że jest to gatunek siostrzany wobec myszorówki natalskiej (M. natalensis). Może być to kompleks od trzech do czterech blisko spokrewnionych gatunków.

## Występowanie
Gryzonie te występują głównie w regionach Gwinei i Sudanu: w Gambii, Senegalu, Gwinei, Ghanie, Sierra Leone, Wybrzeżu Kości Słoniowej, Burkina Faso, Mali, Nigrze, Beninie, Nigerii, Kamerunie, Republice Środkowoafrykańskiej, Sudanie, Sudanie Południowym, Etiopii, wschodniej Demokratycznej Republice Konga, Burundi, zachodniej Ugandzie i północnej Kenii, a izolowana populacja żyje także w środkowo-zachodnim Maroku.
W Senegalu występuje sympatrycznie z myszorówką natalską i myszorówką zalewową (M. huberti), przy czym zajmuje bardziej różnorodne środowiska niż te gatunki. Jest to gatunek przeważnie nizinny, chociaż bywa spotykana do wysokości 1500 m n.p.m.

## Biologia
Myszorówki biało-rude są spotykane w wielu środowiskach, głównie na sawannach (wilgotnych i suchych), oraz w suchych lasach w zachodniej części zasięgu, a także w wilgotnych i suchych zaroślach. Prowadzą naziemny tryb życia; względem człowieka są komensalami, często spotyka się je w pobliżu siedzib ludzkich, na polach uprawnych i w ogrodach.

## Populacja
Myszorówki biało-rude są szeroko rozprzestrzenione i bardzo liczne, występują w różnorodnych środowiskach. Populacja jest stabilna, nie są znane zagrożenia dla tego gatunku. Jest on uznawany za gatunek najmniejszej troski. Występuje w wielu obszarach chronionych.